# Erigeron fasciculatus
Erigeron fasciculatus là một loài thực vật có hoa trong họ Cúc. Loài này được Colla mô tả khoa học đầu tiên năm 1835.